# Liaison fatale
Pour les articles homonymes, voir Liaison.
Pour plus de détails, voir Fiche technique et Distribution.
Liaison fatale (Fatal Attraction) est un film américain réalisé par Adrian Lyne en 1987 et dont les acteurs principaux sont Michael Douglas et Glenn Close,.
Le film est écrit par James Dearden et Nicholas Meyer, d'après le scénario du court-métrage Diversion (1980), réalisé par James Dearden pour la télévision britannique.

## Synopsis
L'aventure d'un soir de Dan Gallagher (Michael Douglas), un avocat new-yorkais marié et père de famille, avec Alex Forrest (Glenn Close), une éditrice célibataire à la personnalité obsessive, va se transformer en un véritable cauchemar pour lui et sa famille.

## Fiche technique
Sauf indication contraire, les informations mentionnées dans cette section peuvent être confirmées par la base de données cinématographiques IMDb,  présente dans la section « Liens externes ».
- Titre français : Liaison fatale
- Titre original : Fatal Attraction
- Réalisateur : Adrian Lyne
- Scénario : James Dearden avec la participation non créditée de Nicholas Meyer
- Photographie : Howard Atherton
- Musique : Maurice Jarre
- Décors : Mel Bourne (en)
- Costumes : Ellen Mirojnick
- Montage : Michael Kahn et Peter E. Berger (en)
- Producteurs : Sherry Lansing et Stanley R. Jaffe
- Sociétés de production [3] : Paramount Pictures
- Sociétés de distribution : United International Pictures
- Pays d'origine : États-Unis
- Format[4] : 35 mm - Couleur Technicolor -  1.85:1
- Genre : thriller, horreur
- Durée : 119 minutes
- Budget : 14 000 000 $
- Dates de sortie en salles[5] :
  - États-Unis : 18 septembre 1987
  - France : 27 janvier 1988
- Classification : 
  -  Interdit aux moins de 12 ans.

## Distribution
- Michael Douglas (VF : Patrick Floersheim) : Dan Gallagher[6]
- Glenn Close (VF : Évelyn Séléna) : Alexandra "Alex" Forrest[7]
- Anne Archer (VF : Béatrice Delfe) : Beth Rogerson Gallagher
- Ellen Hamilton Latzen : Ellen Gallagher
- Stuart Pankin (VF : Pascal Renwick) : Jimmy
- Ellen Foley : Hildy
- Fred Gwynne : Arthur, le patron de Dan
- Meg Mundy : Joan Rogerson
- Tom Brennan : Howard Rogerson
- Lois Smith : Martha, la secrétaire de Dan
- Mike Nussbaum : Bob Drimmer
- J. J. Johnston : O'Rourke
- Sam Coppola : Fuselli
- Jane Krakowski : Christine, la babysitter

## Fin alternative
Adrian Lyne a modifié la fin du film sept mois après l'avoir tournée. Dans la première version, Alex se suicide avec un couteau portant les empreintes de Dan. Dans le making-of (inclus dans le DVD du film « Édition spéciale de collection »), le réalisateur justifie les raisons de ce choix. En outre, Lyne et les producteurs Stanley Jaffe et Sherry Lansing jugeaient que la finale initiale manquait d'intensité dramatique et émotionnelle.

## Analyse
(décembre 2020).
La femme est la femme au foyer dévouée à sa famille : l'équipe de production a suggéré que Beth Gallagher soit une femme au foyer, elle qui, au départ, devait incarner une enseignante.
À l'opposé, les traits de personnalité d'Alex Forrest — qui demeure dans un appartement situé dans un quartier peu convenu pour une femme habitant seule — sont soulignés. Elle est présentée comme un idéal de femme célibataire, confiante et sûre d'elle, et qui, parce que vivant seule, ne peut résister au charme de Dan. Elle devient une femme prédatrice et jalouse, voulant à tout prix devenir mère et détruire la cellule familiale de son amant. Aux dires de Michael Douglas, les cinéspectateurs étaient du côté de la famille et souhaitaient la mort d'Alex.

## Distinctions

### Récompenses
- National Board of Review 1987 : Top 10[10]
- ASCAP Awards 1988 : Top Box Office Films pour Maurice Jarre
- Goldene Leinwand 1988 pour United International Pictures
- People's Choice Awards 1988 : meilleur film dramatique
- BAFTA 1989 : meilleur montage d'un film pour Michael Kahn et Peter E. Berger (en)

### Nominations
- Oscars 1988 : meilleur film, meilleure actrice pour Glenn Close, meilleure actrice dans un second rôle pour Anne Archer, meilleur scénario adapté pour James Dearden et meilleur montage pour Michael Kahn et Peter E. Berger (en)
- Golden Globes 1988 : meilleur réalisateur pour Adrian Lyne, meilleur film dramatique, meilleure actrice dans un film dramatique pour Glenn Close, meilleure actrice dans un second rôle pour Anne Archer
- Saturn Awards 1988 : meilleur scénario pour James Dearden
- Writers Guild of America Awards 1988 : meilleur scénario adapté pour James Dearden
- Eddie Awards 1988 : meilleur montage d'un film pour Michael Kahn et Peter E. Berger (en)
- Casting Society of America Awards 1988 : meilleur casting d'un film dramatique
- Directors Guild of America Awards 1988 : meilleur réalisateur pour Adrian Lyne
- Awards of the Japanese Academy 1989 : meilleur film en langue étrangère
- BAFTA 1989 : meilleur acteur pour Michael Douglas, meilleure actrice dans un second rôle pour Anne Archer
- Grammy Awards 1989 : meilleur album original instrumental écrit pour la télévision ou le cinéma pour Maurice Jarre

### Classements honorifiques
- AFI's 100 Years...100 Thrills : 28e place
- AFI's 100 Years... 100 Heroes and Villains : Alex Forrest, 7e du classement des méchants

### Diffusion en France
Dans son enquête de septembre 2014 concernant les 20 films de cinéma les plus regardés par les Français entre 1989 et 2014 lors de leur diffusion à la télévision française, Médiamétrie indique que le film avait été vu par 13,27 millions de téléspectateurs le 7 novembre 1993 ; il arrivait donc en 16e position de la liste des films les plus vus.